# 이춘희
이춘희(李春熙, 1955년 12월 6일~)는 대한민국의 관료, 정치인이다. 본관은 광주이며 전라북도 고창군 출생이다. 1977년 행정고시에 합격하여 건설교통부에서 공무원으로 근무했다. 노무현 정부에서 초대 행정중심복합도시건설청장과 건설교통부 제1차관을 역임했다. 제2·3대 세종특별자치시장이었다.

## 학력
- 1965년 나성국민학교 입학
- 1968년 광주중앙초등학교 졸업
- 1971년 광주서중학교 졸업
- 1974년 광주제일고등학교 졸업
- 1981년 고려대학교 행정학 학사
- 1985년 서울대학교 행정대학원 행정학 석사
- 2000년 한양대학교 대학원 도시공학과 공학 박사

## 경력
- 1977년 제21회 행정고시 합격
- 2000.05~2001.01: 건설교통부 고속철도건설기획단장
- 2001.10~2002.03: 대통령비서실 건설교통비서관
- 2002.03~2003.03: 건설교통부 주택도시국장
- 2002.08~2003.02: 인하대학교 겸임교수
- 2003.03~2003.07: 건설교통부 중앙토지수용위원회 상임위원
- 2003.04: 건설교통부 신행정수도건설추진지원단 부단장
- 2003.06: 대통령자문 정책기획위원회 국가시스템개혁분과 정치행정위원
- 2005: 행정중심복합도시건설청 개청준비단장
- 2006.01~2006.11: 행정중심복합도시건설청장
- 2006.11~2008.02: 건설교통부 제1차관
- 2008.03: 제5대 한국건설산업연구원장
- 새만금군산경제자유구역청 청장
- 2010.09~2011.12: 제5대 인천광역시 도시개발공사 사장
- 2011.12~2012.01: 인천광역시 도시개발공사 고문
- 2013.05~2014.03: 민주당 세종특별자치시당 위원장
- 2014.03~2015.01: 새정치민주연합 세종특별자치시당 위원장
- 2014.07~2022.06 : 제2·3대 세종특별자치시장(민선 6·7기, 새정치민주연합→더불어민주당, 재선)
- 2016.07~2016.10: 더불어민주당 세종특별자치시당 위원장 직무대행
- 2017.07~2018.06: 제11대 전국시도지사협의회 부회장
- 2018.08~2020.08: 더불어민주당 세종특별자치시당 위원장
- 한국상하수도협회 상하수도과장(선출직)
- 2019.08~2020.08: 제13대 전국시도지사협의회 부회장
- 2022 ~ 현재 고려대학교 세종산학협력단 특임교수

## 역대 선거 결과
|  | 37.34% |

|  | 57.78% |

|  | 71.30% |

|  | 47.16% |

## 같이 보기
- 대한민국의 행정중심복합도시건설청장
- 대한민국의 국토교통부 차관
- 세종특별자치시장